# بيري محمد باشا
پيري محمد باشا هو الصدر الأعظم في الدولة العثمانية منذ عام 1518م وحتى عام 1523م.

## حياته
كان من أهم السياسيين في الدولة العلية العثمانية، إذ تقلد منصب الصدر الأعظم منذ عام 1518م وحتى عام 1523م، وقد شارك مع كل من السلطان الخليفة سليم الأول والخليفة سليمان القانوني في فتوحاتهم لتوسيع رقعة الدولة العثمانية.
كما انه كان المفضل لدى السلطان سليم الأول،[بحاجة لمصدر] وكان شخصيةً شديدة الهدوء وكان عادلاً.